# Vick et Vicky et les sauveteurs en mer contre les voleurs de cerveaux
Vick et Vicky et les sauveteurs en mer contre les voleurs de cerveaux (Les Aventures de Vick et Vicky : Vick et Vicky et les sauveteurs en mer contre les voleurs de cerveaux, Bruno Bertin, 2011, France) est le dix-septième album de bande dessinée des Aventures de Vick et Vicky.

## Synopsis
Vick, Vicky et ses amis passent leurs vacances au bord de la mer à Erquy, en Bretagne. À la suite de retrouvailles, Omar leur propose de venir au repas qu'organisent ses amis de la SNSM pendant la fête de la coquille Saint-Jacques. Mais ce soir-là, un phénomène inexplicable se produit : durant un quart d'heure, les phares de la côte bretonne s'éteignent provoquant ainsi des collisions et de nombreux messages de détresse. Le même jour, un autre mystère survient dans un laboratoire : on vient à nouveau de leur voler un cerveau. Ces deux affaires sont-elles liées ?

## Personnages
Héros principaux
- Vick : tantôt de bonne ou de mauvaise humeur, c'est le héros de la série et le chef de la bande. Il habite Rennes.
- Vicky : chien de Vick, désigné mascotte de la patrouille des Élans, Vicky est un personnage important dans les aventures. Il aide régulièrement les enfants à se sortir de situations difficiles.

Scouts de la patrouille des Loups Blancs
- Marine
- Marc
- Angelino

Personnages de l'histoire
- Omar : vu dans les albums Sur les terres des pharaons.
- Bourrel : commissaire de police.

## Lieux visités
Les héros évoluent entre Erquy (les Côtes d'Armor) et la pointe Saint-Mathieu (dans le Finistère), sur terre mais aussi sur mer. On reconnaît le phare de Saint-Mathieu, à Plougonvelin. Située sur la pointe Saint-Mathieu, à Plougonvelin, dans les environs de Brest, dans le Finistère, cette tour, construite en 1835 dans les ruines d'une ancienne abbaye, l'Abbaye Saint-Mathieu de Fine-Terre, est un phare majeur de la côte française dont la portée théorique est de 29 milles marins (environ 55 km). Avec celui de Kermorvan, il donne la direction du chenal du Four, que suivaient les navires transitant sur un axe nord-sud avant la création du rail d'Ouessant, tandis que son alignement avec le phare du Portzic donne la route à suivre pour entrer dans le goulet de Brest. Le phare fait l’objet d’un classement au titre des monuments historiques depuis le 23 mai 2011,.
On peut voir aussi le phare du Grand Jardin, un phare en mer de la passe de Saint-Malo, dans l'estuaire de la Rance sur la Manche. Il a été classé monument historique par arrêté du 3 octobre 2012,,.
Le journal Ouest France souligne « un hommage à la cité portuaire d'Erquy dans laquelle Bruno Bertin passait ses vacances étant gamin. "C’est sans doute pour cela qu’une aventure sur deux se passe en Bretagne, explique l'auteur. Mes lecteurs ont déjà reconnu les sites du Cap Fréhel et le Fort-la-Latte dans les précédents albums" ».

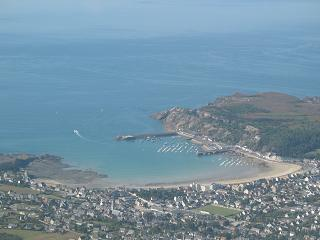
Vue aérienne du bourg, du port et du cap d'Erquy.
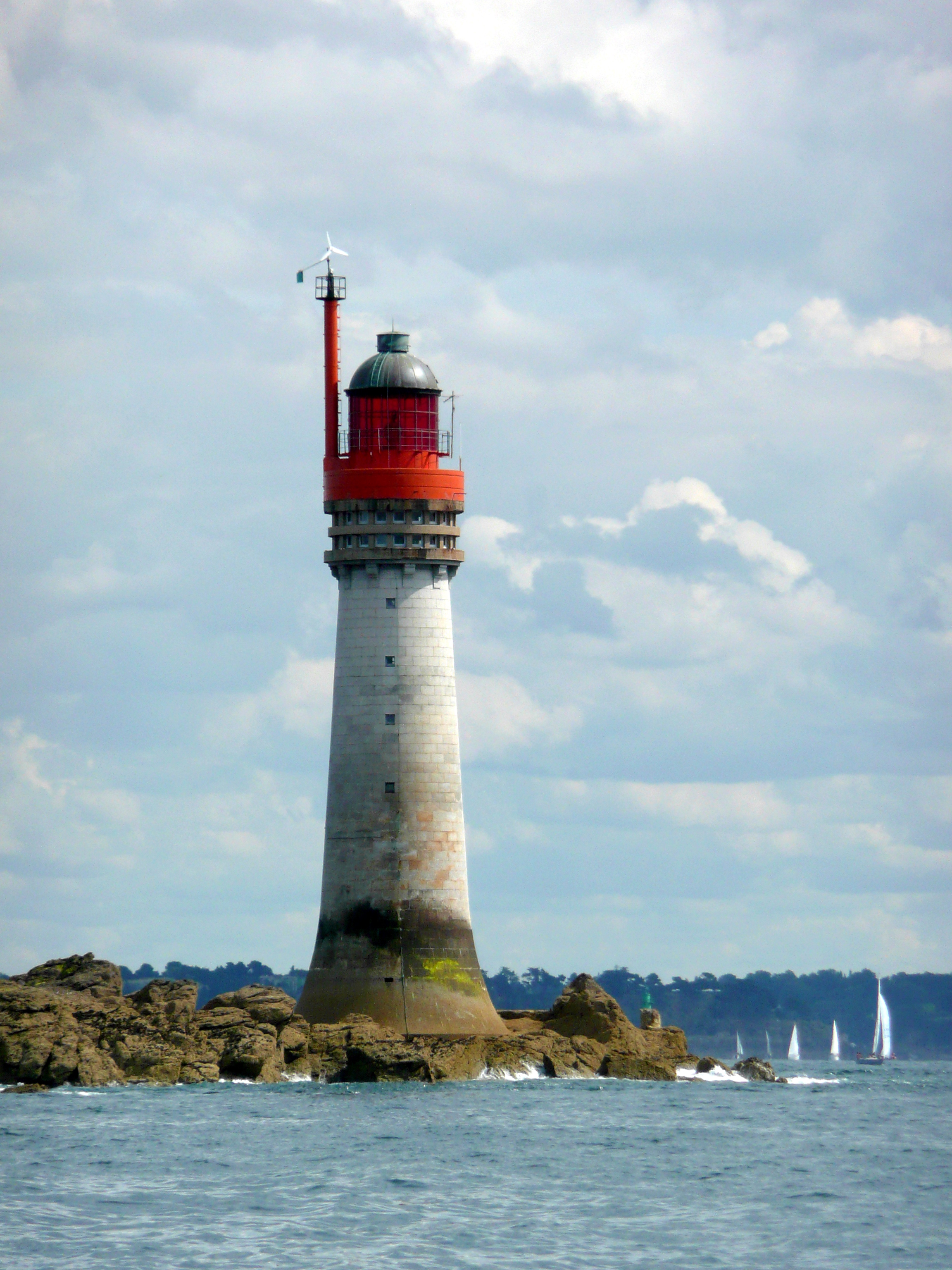
Le phare du Grand Jardin
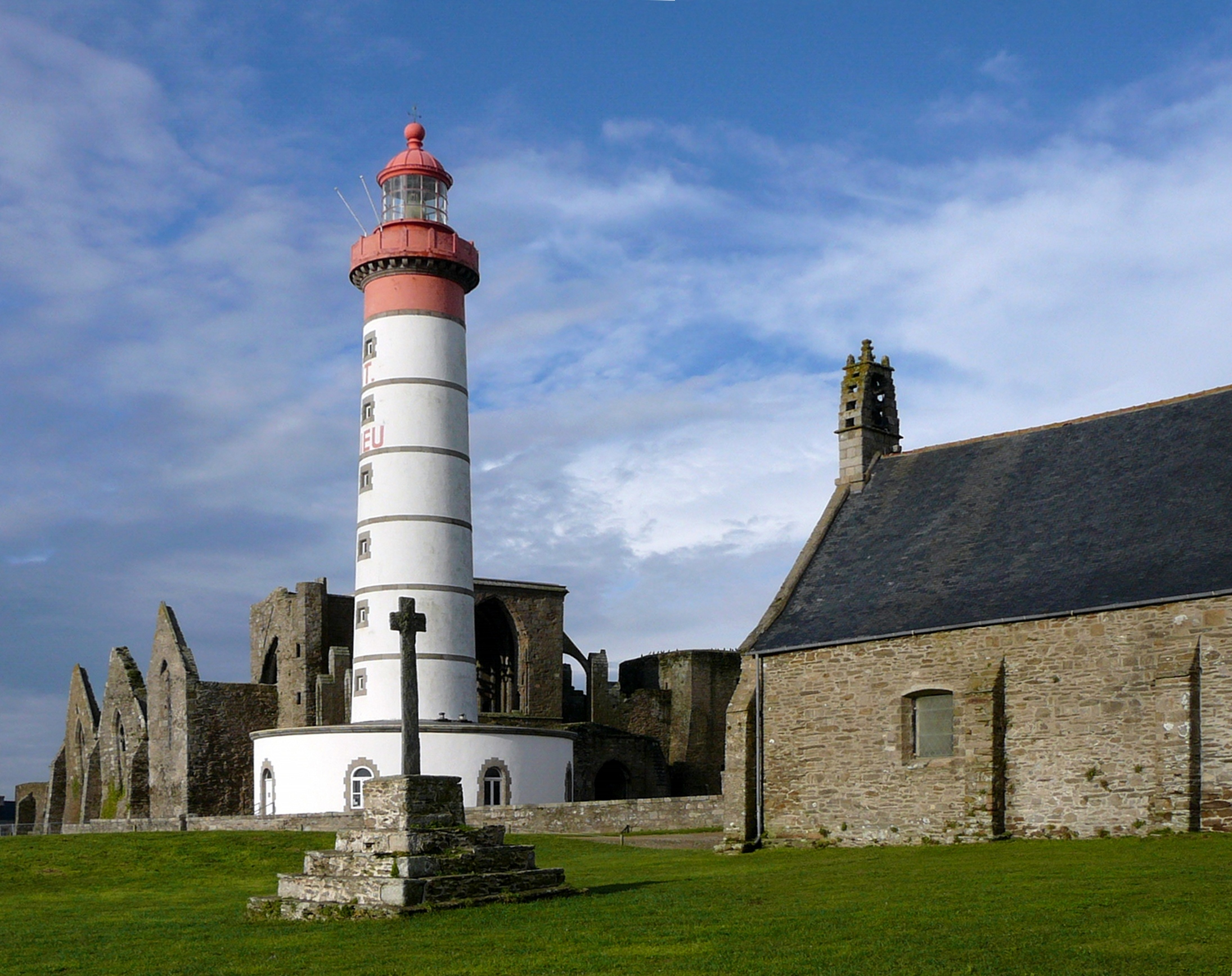
Le phare de Saint-Mathieu et les ruines de l'abbaye
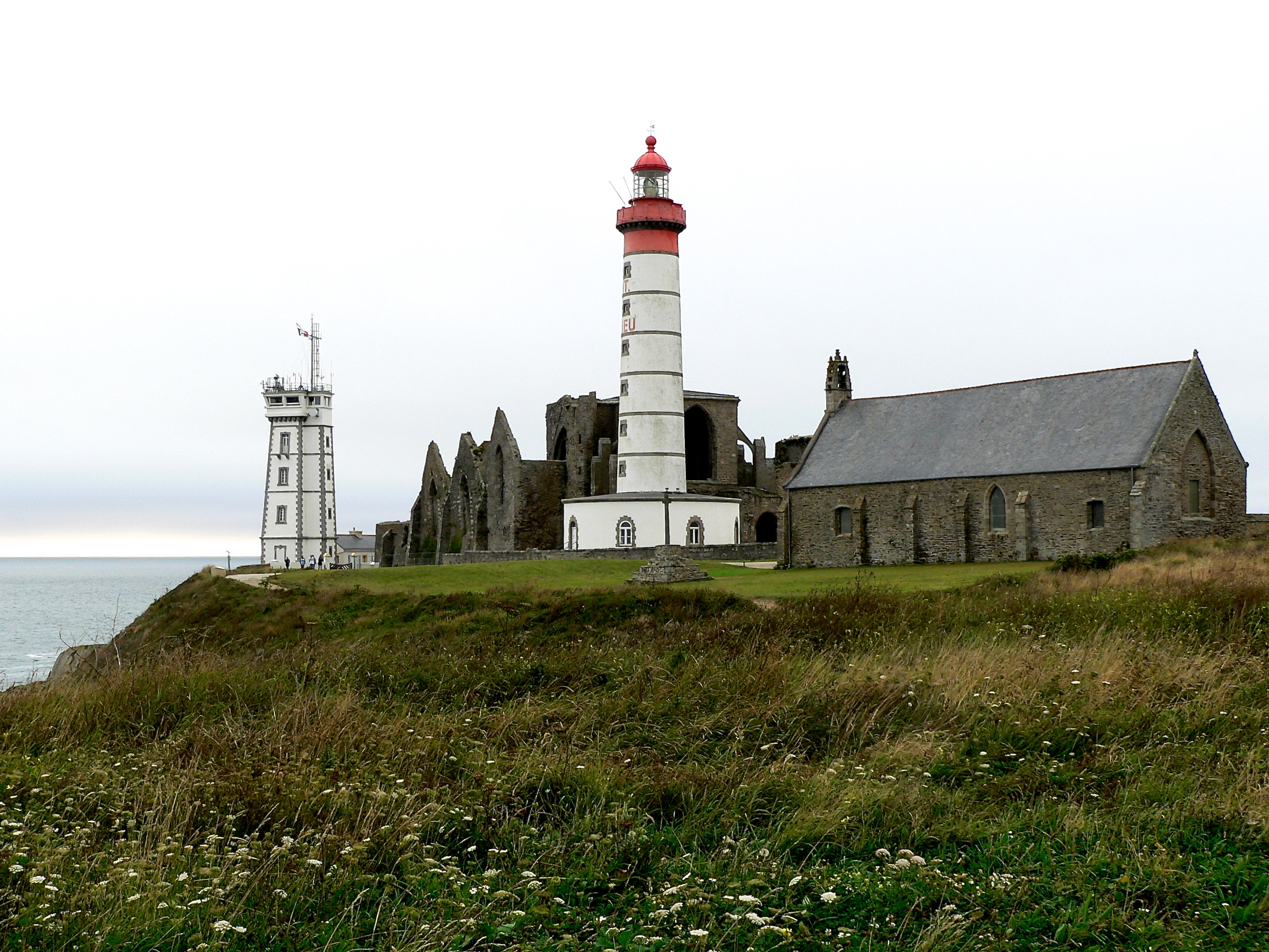
Le sémaphore, les ruines de l'abbaye et le phare.
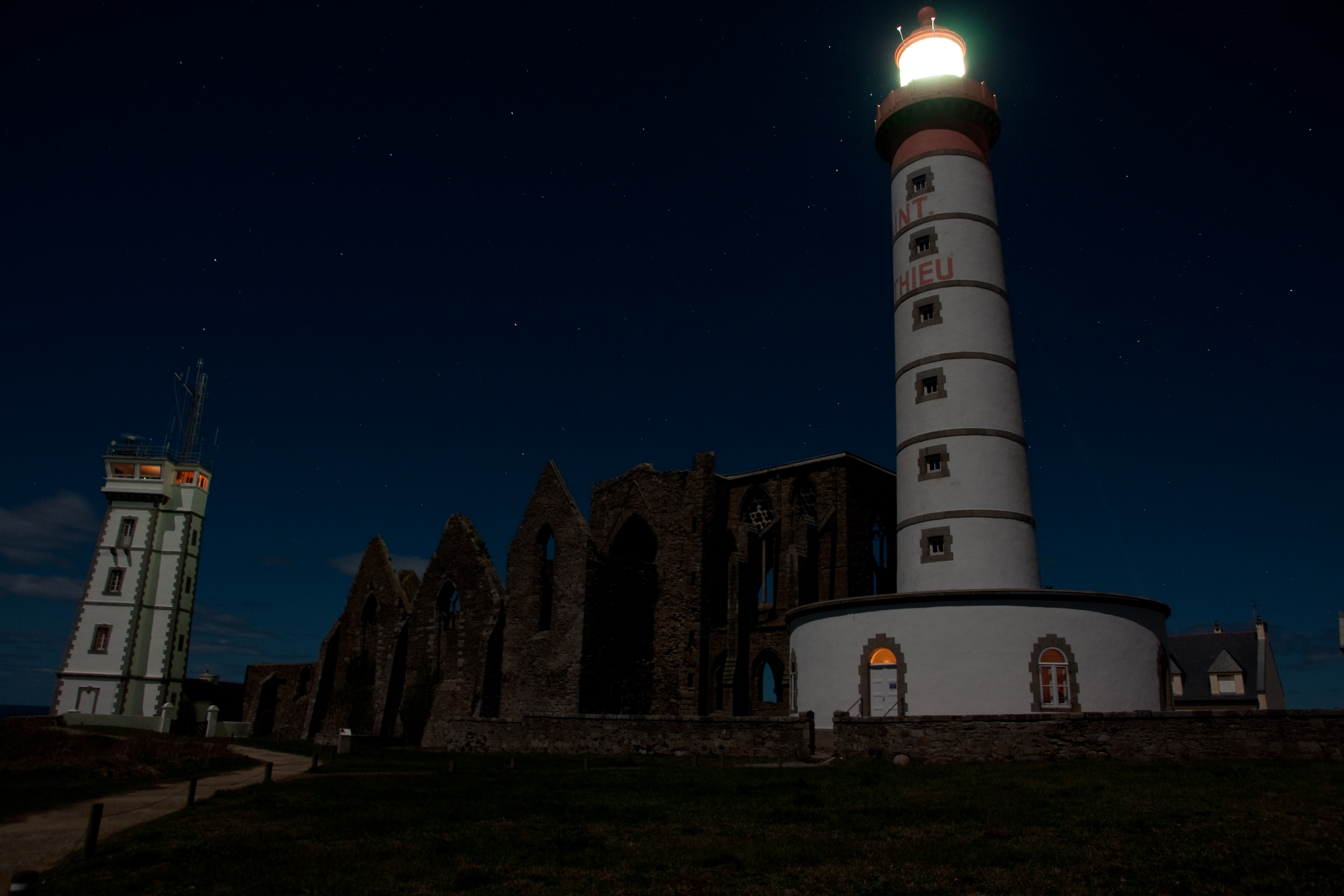
Phare et Abbaye de Saint-Mathieu de nuit

## Autour de l'œuvre
Le titre de cet album est le plus long de la série. Bruno Bertin avoue : « Titrer sur les sauveteurs en mer est une manière, pour moi, de leur rendre hommage. Je les fréquente depuis une dizaine d'années. Ils m'ont fait le cadeau de me demander de baptiser du nom de certains de mes personnages une dizaine de leurs bateaux. Donc, c'était la moindre des choses, comme Vick et Vicky sont ancrés, maintenant, d'entretenir notre complicité. »
« Vick et Vicky » figurent aussi sur l'écusson des formateurs de l'association de sauvetage en mer. Dix bateaux de la SNSM sont baptisés au nom des personnages croisés dans les albums : Vick, Vicky, Marc, Angelino...
L'amiral Yves Lagane, président des sauveteurs en mer, préface d’ailleurs l’ouvrage : « À travers cette histoire accrocheuse et ces jolies planches, Bruno Bertin permet à nos "phares" de rester allumés. Il nous fait découvrir de beaux paysages bretons et une activité hors du commun : la mission des Sauveteurs en Mer. Il nous donne envie de prendre la mer et de vivre nous aussi les aventures de Vick et Vicky ! Je remercie Bruno Bertin pour ce vivant hommage et je souhaite à chaque lecteur un moment de lecture et de divertissement de qualité. ». De son côté, l’auteur consacre les trois dernières pages aux secours et à la sécurité en mer.
Dans cet album, le lecteur fait la connaissance du commissaire de police Bourrel et de son adjoint l'inspecteur Dupuis. Ces deux enquêteurs reviendront dans d'autres albums : Le Guide ou le secret de Léonard de Vinci (2012), Disparitions au stade (2013).
L'auteur a utilisé les traits de Raymond Goury, directeur du Centre de formation et d'intervention (CFI) d'Ille-et-Vilaine, pour dessiner le personnage d'Omar.